# チョギャム・トゥルンパ
チョギャム トゥルンパ（1939年2月 - 1987年4月4日）は、チベット仏教の行者で学者、かつ師、詩人、芸術家。チベット仏教行者や学者たちからは、チベット仏教の偉大な師であり、ヴァジュラダーツと ナーローパ・ユニバーシティ、 シャンバラ・トレーニング・メソッドを設立し、西洋へのチベットの仏教の普及に大きく貢献した人物として知られている。
彼の教えは 西洋人の仏教徒から見た"狂気の智慧（crazy wisdom）"のスタイルで有名である。
心不全により48歳で他界した。

## 生涯
1939年2月、ドルジェ・ドラドゥル・ムクポ(トゥルンパの幼名)は、東チベットのカム地方（青海省嚢謙県）で、農民の息子として生まれる。生後13ヶ月の時、チョギャム・トゥルンパは、代々カギュ派の名刹スルマン僧院の僧院長だったトゥルンパ・トゥルクとして知られる化身ラマ系譜の第11代目のトゥルクとして認定される。以後18年にも及ぶ徹底した仏教の英才教育を受ける。 カギュ派のトゥルクとしての訓練は体系だった瞑想実践と仏教哲学の洗練された理論的理解に基づいていた。
1944年、5歳にして僧院長に任命される。
1947年、8歳のとき沙弥となる得度式を受ける。得度の後、伝統的な宗義に関する集中的な学習と瞑想実践に専念し、書法の技術やタンカの描き方、僧院の舞踏も習得。主な師僧はニンマ派とカギュ派の指導者であるシェチェン・コントゥルとケンポ・カンシャルであった。
1958年、19歳でキョルポン（神学心理学博士号に相当）とケンポ（修士に相当）の学位を取得。
1959年、中国のチベット侵略から逃れるためヒマラヤを越えてインドへ亡命。ダライ・ラマから、インド・ダルハウジーの青年ラマ僧研修所の精神的アドバイザーに任命される。そこで、4年間ほどチベット僧の指導にあたる。 　
1963年、(24歳) 奨学金を得て、アコン・トゥルクと共に英国オックスフォード大学に留学、比較宗教学、哲学、美術を修めた。この期間、日本の生け花、草月流の免許も取得している。
1967年、(28歳) スコットランドへ移り、 西洋初のチベット仏教の瞑想センター、サムエ・リン瞑想センターを開設。
1968年、王家の招きを受けブータンを訪れ、そこでブータンで唯一の瞑想施設に入り、ジグメ・ワンチュク王子(第4代国王、先代(2011年6月現在))の個人教師を務めた。そこで王家のアドヴァイザーとして滞在中のディルゴ・キェンツェ・リンポチェと再会する。そのおり、パドマサンバヴァゆかりの聖地タクツァンで瞑想していたトゥルンパは、西洋の科学物質文明の中に仏教を真に根付かせるには、自らの中の精神の物質主義を断ち切ることが必要だと悟る。イギリスに戻ったトゥルンパは、精神の物質主義の根絶と慈悲の心の発展を通して西洋に仏教をひろめる方法の探究に没頭するあまり大きな自動車事故を起こし、左半身麻痺という重傷を負う。これが転機となり、僧衣のかげに安住して自己の精神的安定をもとめる暮らしを放棄し、俗世間に自己を投げ入れる決意をした。また、若いイギリス人女性ダイアナ・ジュディスと結婚し、三人の息子をもうけた。 彼の変化に、周囲の批判は高まった。特に、一緒に留学をしたアコンとの意見対立は大きく、やむなくイギリスでの布教を断念し、新天地をもとめアメリカに渡ることを決めた。 
1970年、アメリカで出版された『チベットに生まれて』と"『仏教と瞑想（Meditation in Action）』"の2著書を通して得た信者のバックアップにより、バーモント州とコロラド州に拠点を確保する。さらに、アメリカ、カナダ各地に、「ダルマダーツ（法界）」とよぶ仏教瞑想所をおき、その中心としてコロラド州ボルダーに「ヴァジュラダーツ（金剛界）」センターを設立。 仏教と美術の講座を受け持つかたわら広範な執筆活動を行い、また、演劇、詩、心理学、映像に関する重要な会議において指導者的な役割を務めた。
1974年、ナーランダ財団、ナーローパ研究所（のちのナーローパ大学）を創立。『タントラへの道ー精神の物質主義を断ち切って』『タントラ-狂気の叡智』を出版した。流暢な英語を話し、通訳なしで西洋の学生たちに法を説き語ることのできる最初のラマだった彼は、アメリカでの人気が急上昇し、 一躍、精神世界のリーダーとして注目されるようになる。フランチェスカ・フレマントルと共同で「チベット死者の書」の新訳を出す。
1977年、シャンバラ・トレーニング・プログラムを設立。世俗的な環境の中で、チベット仏教の本質を実践して生きるためのプログラムを展開し、多くの弟子が彼の元で学んだ。アメリカでの成功を手にした彼だが、アルコール中毒、セックス・スキャンダルなど、一般的な聖職者の概念を覆す話題にも事欠かなかった。
1986年、住居とヴァジュラダーツ・センター本部をカナダのハリファックスへ移す。
1987年、48歳で死去。晩年は、交通事故の後遺症と、深刻なアルコール中毒のため、急速に健康が蝕まれていったという。遺族は妻のダイアナと三人の息子。長男のサワン・ウーセル・ランジュン・ムクポ（サキョン・ミパム）はヴァジュラダーツの本部長かつ精神的な最高指導者として、トゥルンパの跡を継いでいる。

## 著作
- 『チベットに生まれて』或る活仏の苦難の半生　武内紹人・訳 1989/1 人文書院 原書 BORN IN TIBET 1966
- 『タントラへの道』 めるくまーる社、1981年。　原著：Cutting Through Spiritual Materialism (Berkeley 1973)
- 『タントラ 狂気の智慧』　めるくまーる社、1983年。　原著：The Myth of Freedom(Berkeley 1976)
- 『チベットに生まれて 或る活仏の苦難の半生』　人文書院、1989年 。　原著：Born in Tibet
- 『タントラ 叡智の曙光』　人文書院、1992年。　原著：The Dawn of Tantra
- 『仏教と瞑想』　Unio、1996年。　原著：Meditation in Action
- 『シャンバラ　勇者の道』　めるくまーる社、澤西康史 2001年。　原著：SHAMBHALA : The Sacred Path of the Warrior
- 『心の迷妄を断つ智慧 チベット密教の真髄』　春秋社、2002年。　原著：Illusion's Game : The Life and Teaching of Naropa
- Mudra　(詩集)
- Visual Dharma
- The Tibetan Book of The Dead
- Glimpses of Abhidharma
- The Rain of Wisdom, 1980, Shambha
- The Myth of Freedom and Way of Meditation (Shambhala Classics)
- The Sanity We arre Born with: A Buddhist Approach to Psychology
- Training the Mind and Cultivating Loving-kindness
- Smile at Fear: Awakening the True Heart of Bravery
- Crazy Wisdom (Dharma ocean series)
- The Truth of Suffering: and the Path of Liberation
- The Collected Works of Chögyam Trungpa, 8巻